# Arthur Murray
Arthur Murray (4 de abril de 1895-3 de marzo de 1991) fue un profesor de danza y empresario de nacionalidad estadounidense, cuyo nombre suele asociarse a la cadena de estudios de baile creada por él.
Entre sus alumnos se incluyen Eleanor Roosevelt, el Duque de Windsor, John D. Rockefeller Jr., Cornelius Vanderbilt Whitney, Barbara Hutton, Elizabeth Arden, Manuel L. Quezon, y Jack Dempsey. El evangelista y divulgador religioso televisivo D. James Kennedy fue uno de los instructores de la técnica de Murray.
Arthur Murray fue incluido en el Salón de la Fama y Museo Nacional de la Danza en 2007.

## Primeros años
Nacido en la ciudad de Nueva York, aunque otras fuentes afirman que el nacimiento tuvo lugar en el Reino de Galitzia y Lodomeria, sus padres eran Sarah y Abraham Teichmann.
Murray era un chico tímido, con problemas para socializar con las muchachas. A los 14 años de edad, Joe Feigenbaum, un amigo suyo, le enseñó sus primeros pasos de baile. A fin de ir mejorando su técnica, Murray acudía a bodas en su vecindario en las que encontraba parejas de todo tipo con las cuales ensayar.
En 1912, a los 17 años de edad, enseñaba baile por las noches, mientras que de día trabajaba como dibujante. A su vez, él aprendía baile con lecciones del famoso matrimonio formado por Irene y Vernon Castle, trabajando finalmente para ellos.
Murray ganó su primer concurso de baile en el Grand Central Palace, un salón en el cual más adelante, tras finalizar la high school, sería profesor a tiempo parcial. El primer premio había sido una copa de plata, pero Murray se fue a casa sin ella, pues su pareja de baile se la llevó a una casa de empeños. Esta pérdida impresionó a Murray, que en años posteriores se preocupó de que todos los ganadores de sus concursos pudieran llevarse premios a sus casas.
En esa época, además de las clases de baile, Murray trabajaba como delineante de los astilleros de la Armada en Brooklyn y como reportero del New Haven Register.
Pronto empezó a enseñar baile de salón a los residentes de Boston, Massachusetts, en la Devereaux Mansion de Marblehead (condado de Essex, Massachusetts), antes de mudarse a Asheville, Carolina del Norte. Con el inicio de la Primera Guerra Mundial, bajo la presión de los sentimientos antigermanos prevalentes en los Estados Unidos, Teichmann se cambió el nombre por uno con menos reminiscencias alemanas.
En 1919 Murray empezó a estudiar administración de empresas en el Instituto de Tecnología de Georgia, además de enseñar baile de salón en el Hotel Georgian Terrace de Atlanta. En 1920 organizó el primer "baile radiofónico" del mundo, al tocar una banda en el campus del Instituto Tecnológico canciones como "Ramblin' Wreck from Georgia Tech", las cuales eran escuchadas por un grupo de unos 150 bailarines (casi todos estudiantes del Instituto) situados en el techo del Capital City Club de Atlanta.
Murray fue inspirado por una afirmación casual de William Jennings Bryan y diseño la idea de enseñar los pasos de baile con diagramas de pisadas remitidas por correo. En un par de años se habían vendido más de medio millón de cursos de baile.
El 24 de abril de 1925 Murray se casó con su famosa pareja de baile, Kathryn Kohnfelder, a la que había conocido en una emisora radiofónica en Nueva Jersey. Ella formaba parte del público mientras él retransmitía una lección de baile.
Tras su matrimonio, el negocio de envíos postales declinó, y la pareja fundó una escuela de baile en la que se daba enseñanza personal. El negocio prosperó, especialmente en 1938 y 1939, cuando Murray tomó dos bailes poco conocidos, el "Lambeth Walk" y "The Big Apple", y los popularizó. Se enseñaron los bailes en cadenas hoteleras y "Arthur Murray" pasó a ser un nombre familiar entre el público. 
Arthur y Kathryn Murray tuvieron gemelas, Jane y Phyllis. Jane se casó el 4 de junio de 1951 con el Dr. Henry Heimlich famoso por la maniobra de su nombre. 

## Estudios Arthur Murray

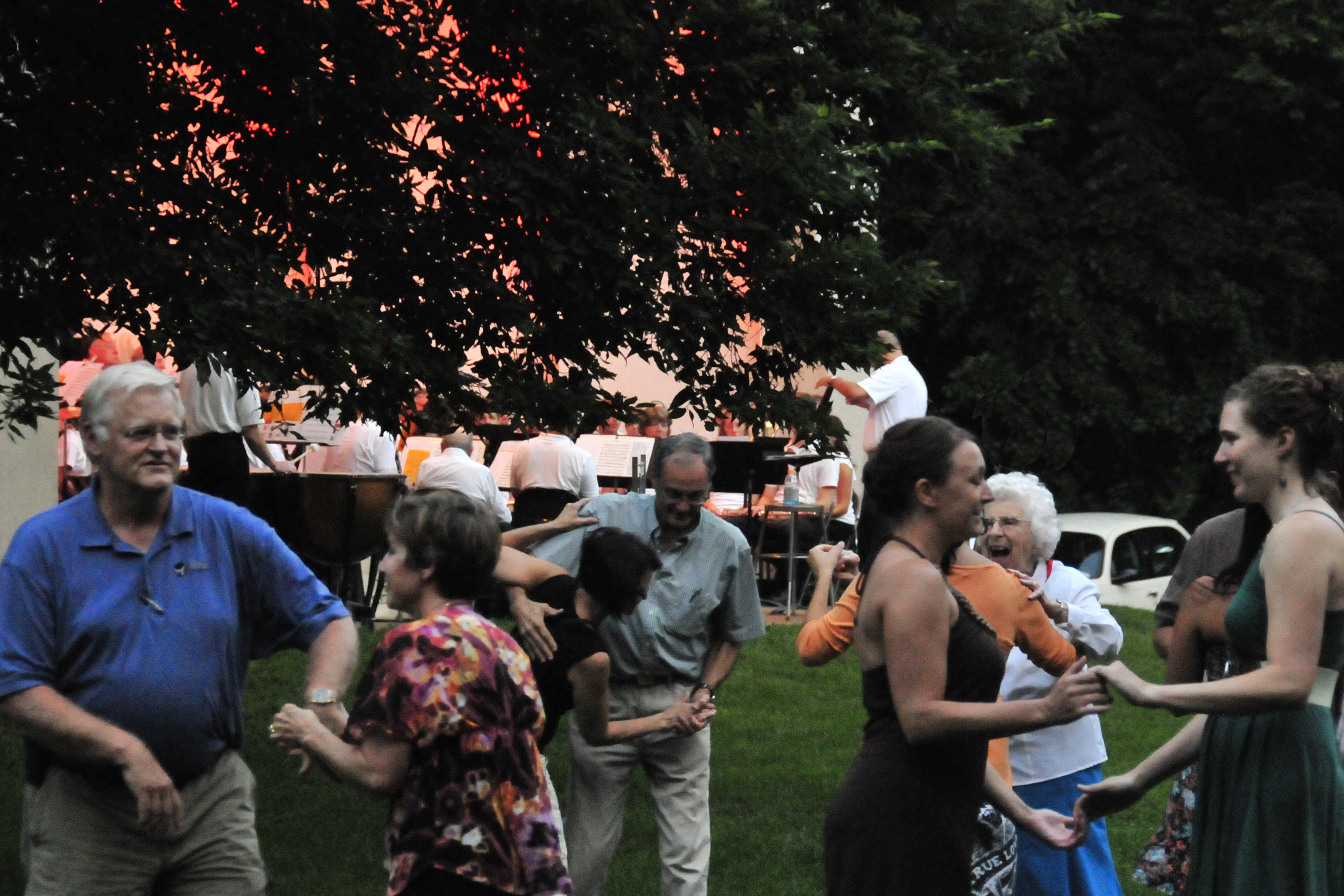

Su primer negocio fue vender lecciones de baile por correo utilizando un quinetoscopio.  Aunque la idea tuvo éxito, el negocio acabó fallando. Su segundo negocio fue dibujar y vender "pisadas" que eran colocadas en el suelo para que los alumnos aprendieran los bailes. Su tercer negocio, lanzado en 1925, trataba de vender lecciones de baile a través de una franquicia, y entrenó a instructores de baile para la cadena hotelera Statler.
El negocio se expandió aún más en 1938, cuando un estudio de la franquicia se abrió en Minneapolis, Minnesota. A este estudio le siguieron otros, garantizando la compañía que los alumnos aprenderían a bailar en diez lecciones.
Tras la Segunda Guerra Mundial, el negocio de Murray creció al aumentar el interés por el baile latino, y en la década de 1950 enseñó y retransmitió con regularidad en Cuba. Murray tuvo un programa televisivo de baile presentado por su esposa, The Arthur Murray Party, el cual se emitió desde 1950 a 1960 en la CBS, NBC, DuMont Television Network, ABC y, de nuevo, en la CBS. 
El matrimonio Murray se retiró en 1964, aunque continuaron activos un tiempo, actuando como invitados en el show Dance Fever a finales de la década de 1970. Para entonces había más de 3.560 estudios de baile llevando su nombre. 
Arthur Murray falleció en Honolulu, Hawái, en 1991. Sus restos fueron incinerados, y las cenizas esparcidas en el mar.